# World 4u
「World 4u_」（ワールド・フォーユー）は、江尻立真による日本の漫画作品である。「都市伝説」を扱ったオムニバス形式の短編連作として、『週刊少年ジャンプ』・『ジャンプ the REVOLUTION!』・『ジャンプスクエア』および『最強ジャンプ』にて不定期掲載された。2014年11月21日から2015年3月8日まで、少年ジャンプ+で連載された。

## 概要
2003年から2006年まで、およそ年1回の間隔で新作が発表されていたが、江尻が『週刊少年ジャンプ』にて『P2! - let's Play Pingpong! -』の連載を行っていたため、その間は本作品の掲載が中断されていた。『P2! - let's Play Pingpong! -』の連載終了後、『ジャンプスクエア』2008年4月号で2年ぶりに新作が掲載された。その後、2014年から『ジャンプ+』で連載された。
本作品は、主人公である「田島圭吾」が、自身の運営するウェブサイト「4u」から都市伝説を紹介するという流れで話が進められていく。「4u」の由来は「Unnamed Unborns Under the Urban」からきており、また英語の「for you」と掛けている。基本的に1回の掲載につき2話が収められている。最初の話は「lore.1」、2番目の話は「lore.2」となっており、その横にサブタイトルが添えられる。例外として『ジャンプ the REVOLUTION!』ではシリーズ通し番号の「lore.5」「lore.6」として掲載された。また、「lore.」に収まらない冒頭部分やラストシーンで、短い都市伝説が描かれることもある。
『ジャンプ the REVOLUTON!』に掲載された際には、物語の骨子を借りて公式サイト内にWorld 4u_特設サイトが設けられ、「君のまわりの都市伝説」が公募された。

## ウェブサイト「4u」
圭吾が街に流れる奇妙な噂話や不可解な体験談、出鱈目な作り話や民話・伝承などを蒐集・紹介するために開設した。一日に数十万単位のアクセス数を誇っている。噂話の数は日々増え続け、その数は13,000話に達する。『週刊少年ジャンプ』2004年6・7合併号までと『ジャンプ the REVOLUTION!』2005以降では「4u」のサイトデザインが大きく異なる。

## 登場人物
田島圭吾
都市伝説を扱ったウェブサイト「4u」の管理人で、ストーリーテラーを務める少年。眼鏡をかけており、常に学生服姿で詰襟には「I」のマークがついている。名前と「4u」の管理人だということ以外の経歴は一切不明である。「週刊少年ジャンプ」2003年25号の時点ではまだ名前は明かされず、「4u」を管理する謎の男子学生だったが、「駄菓子屋之怪」の話で初めて物語の中の登場人物としても登場する。学校では保健委員を務めている。

## あらすじ
物語は、田島圭吾が漫画の冒頭・中盤・ラストに登場し、各ストーリーを紹介してゆく形で進められる。各物語に入ると、モノローグの主はそのストーリーの主人公になる。

### 夢を知っていた男
子供の頃のトラウマが元で人の大声が苦手な「のり子」は、友人の明日香から「4u」の存在を聞き、好奇心から「夢を知っていた男」の話を読む。
そしてその日の夜、のり子は女の子がストーカーに殺される夢を見る。次の日の学校の帰り道、夢で見た男とそっくりの男が後をつけてくるので、公衆電話に駆け込んで助けを呼び、母の車に乗り込んだ瞬間、男は「夢と違うじゃないか」と呟いた。その時、隣家からの大声にショックを受けてのり子は卒倒する。夢の中で彼女は踏切と電車の音、そして恐ろしい形相で吠える男の姿を見る。翌朝、登校途中にのり子は再びその男の姿を見る。すると、男が追いかけて来た。実は男も昨晩、夢を見ていた。そしてその内容は、故障した踏切を渡ろうとしたのり子が列車に跳ねられ、宙を舞う彼女と目が合うというものであり、それを伝えたいだけだった。そのことを知らないのり子は、男から逃げるために踏切へと走ってゆく。

### むじな坂
「文」と「明日香」の通う学校には裏門があり、駅からも近いのに誰も利用しない。それは、裏門から続く坂が「むじな坂」だからだと文は言う。小泉八雲の『むじな』で有名な紀の国坂と似たような伝承が、裏門の坂にあるらしい。戦後間もない頃はむじなが出現し、神隠しが起きたり親が口減らしに子供を置いて行ったりしたという。
ふたりは興味半分でその裏門から下校することにしたが、そこで文と明日香はお互いを見失う。そして、明日香がやっとの思いで見つけた文は、恐ろしい姿をしていた。

### 十三階段
大晦日の深夜0時、西校舎の屋上へ通じる12段の階段が1段増えて、死刑台へ登るときの階段と同じ十三階段になるという噂がその学校では流れていた。
そんな中、「雫」の親友の「美咲」が弓道部の「萩野」に恋をした。しかしその直後に雫は萩野から告白を受ける。雫と違って行動派でプライドの高い美咲は、萩野に告白してふられたうえに萩野が雫を思っていることを知り、マンションから飛び降りて自殺した。そのことに罪悪感を抱いた雫は大晦日の夜、12段の階段を上りはじめた。すると十三段目の階段が現れ、その上には絞首台があった。そして、そこには萩野の姿も見えた。

### 福袋
しっかり者の「一枝」とおっとりした「一葉」の姉妹は、里帰りした母親の故郷の老舗デパートで福袋を買う。元が取れたと一枝は大喜びし、中に入っていたワンピースを着て一葉は写真を撮ってもらった。しかしなぜかその袋には、お守り袋が入っていた。
そしてその日から姉妹は「誰か」の気配を感じ始めるようになり、一葉は体調を崩した。不審に思っていた一枝は、祖母から一枚の写真を見せられる。そこには2年前に亡くなった少女の姿が写っていた。末っ子だった少女は、お下がりに耐え切れずワンピースを万引きしようとして失敗し、逃走中に交通事故に遭って死んだのであった。その話を一枝が聞き、ふと気付くと、一葉はふらふらとどこかへ出掛けていた。
ちなみに後日談として、お守り袋を混入させてしまったデパートのその後も描かれている。

### 砂嵐
「放送終了後のテレビの砂嵐を見続けていると……」から始まる都市伝説の結末には亜流が幾つもある。「気が狂う」「アラビア風の女性が現れ、見た人をテレビの中に引きずり込む」「殺人現場が見えてくる」「人の名前のリストがテロップで流れ、最後に『以上がNHK受信料未払い者です』と表示される」「同じようにリストがテロップで流れ、最後に『明日の犠牲者は以上です』と表示される」など。
「あゆみ」の幼なじみの「ゆづる」は、ある日突然「砂嵐の話」の結末を彼女に問いただす。一日中彼女の様子が気になるゆずると、それに気付いて逆に気になるあゆみだったが、学校帰りの夜中、あゆみが突然ナイフを持った男に襲われる。ゆづるが砂嵐の中に見ていたのは、あゆみの名前だった。

### ニャンボトル
猫避けの効果があるとされる空きペットボトルに水を入れた通称猫水は、猫の多い東京から全国へと広まった。ただしこれは迷信なので、気休め程度にしかならない。また、猫は時々何も無い方向を見る習性がある。これに関しては「人間には見えない霊を見ているのではないか」という噂がある。
小学生の「主税」「藍」「悠記」の3人は、小学校の裏でこっそり猫を飼っていた罰として、校内に60本の猫水を置くことになった。そうすれば先生の家で猫を引き取ってくれるという話に、3人は嫌々ながらも作業をすることになる。しかし、猫水の横でつろぐ猫を見て、迷信の事実に脱力する3人であった。しかし作業が終わった途端、3人は突然猫に睨まれる。そしてその帰り道、異様に喉が渇きはじめた。自動販売機のジュースでは足りず、先刻の猫水まで3人は飲みはじめる。

### 駄菓子屋之怪
「前川」は駄菓子屋の店番のオババがボケてしまっているのをいいことに、店の品物を食べまくった後に30円だけオババに握らせることを度々行っていた。偶然「圭吾」と出会ったその日、前川は店の中で値札のついていない飴玉を見つけ、最後の1個という点と飴の中に浮かぶものに惹かれてそれを万引きをする。その翌日、体調の優れない前川は授業中に突然、蛆虫に腹を裂かれる幻覚を見て倒れる。保健室でふたりきりになった圭吾は前川に、あるOLの話をする。彼女が海外へ行った際、市場で無農薬の果物を買った。無農薬という言葉に安心して水洗いしただけで皮ごと食べてしまった彼女だが、帰国後数日で死んでしまった。原因は現地に生息する蛆虫で、果物の皮の裏に卵を植え付ける習性と、果物を皮ごと食べた動物や人の体内で繁殖する性質を持っていたというものであった。その話に慌てた前川は、駄菓子屋へマクリチョコレートを漁りにゆく。そこには今までのツケを請求するオババの姿があった。

### 異聞雪女
白音山に伝わる雪女の物語は、よく知られているものとは全く異なる。彼女は晦日の吹雪の晩に雪赤子を抱いて現れ「この子を抱いて下さいまし」と言う。断れば冷たい奴と凍らされ、赤子を抱いたとしても何十倍にも膨れ上がった赤子に押しつぶされて死んでしまう。
8年前、男はスキーをしに白音山へ行った。その年は酷い異常気象でスキーどころではなく、彼も行きつけの宿で足止めを食らっていた。宿の煙草も売り切れ、彼は外の自動販売機へ煙草を買いに行った。その帰り道、同じ宿に泊まる柄の悪い2人の男の姿を見つける。ひとりは目の前で氷漬けになり、もうひとりは大きな穴の底に押しつぶされていた。その時、男の目の前に雪女が現れた。そして男に向かって「この子を抱いて下さいまし」と語りかける。

### 足売りババア
学校の帰り道、夕闇の四ツ辻に「足売りババア」が現れると言われている。出会った人間に「足はいらんかね」と尋ね、「いりません」と答えると足を1本もぎ取られ、「いります」と答えると余計な足を1本付けられる。彼女を追い払うには「自分はいらないので◯◯のところへ行ってください」と答えるしか無い。
足売りババアの話を聞いて「これだ」と感じたサッカー部の「辻」の元へ、彼女が現れた。辻は同じサッカー部の親友であるはずの「佐倉」の名を口にした。そして足売りババアは、佐倉のもとへと訪れる。

## 書誌情報
- 『週刊少年ジャンプ』2003年25号「夢を知っていた男」「むじな坂」 - センターカラー43P。
  - 江尻の本誌初掲載作品。作家紹介のページも設けられた。
- 『週刊少年ジャンプ』2004年6・7合併号「十三階段」「福袋」 - センターカラー43P。
- 『ジャンプ the REVOLUTION!』2005「砂嵐」「ニャンボトル」 - 48P。
  - 特設ウェブサイトと連動して「君の周りの都市伝説」の募集も行われた。
- 『週刊少年ジャンプ』2006年3号「駄菓子屋之怪」「異聞雪女」 - センターカラー43P。
- 『ジャンプスクエア』2008年4月号「足売りババア」 - センターカラー30Pで、そのうち4Pは読者投稿文である。
  - 『ジャンプスクエアマスターピースvol.001』（2009年刊行）に再掲載された。その際、時間経過に関する一部の台詞が変更されている。
- 『最強ジャンプ』2014年8月号「第3コースのトオル君」「闇底からの声」
- 『少年ジャンプ＋』連載（2014年11月21日～2015年3月8日）
  - 「×」「ビデオ屋通りの幽霊」「公園にて」「夢の少女」「捻れた部屋」「むじな坂　ふたたび」「護り石」

### 単行本
1. 2015年3月9日第1刷発行（3月4日発売[集 1]）、ISBN 978-4-08-880313-5
2. 2015年6月9日第1刷発行（6月4日発売[集 2]）、ISBN 978-4-08-880418-7

- 1巻収録話は「夢を知っていた男」「むじな坂」「砂嵐」「ニャンボトル」「駄菓子屋之怪」「異聞雪女」「足売りババア」「第3コースのトオル君」「闇底からの声」
- 2巻収録話は「×」「ビデオ屋通りの幽霊」「公園にて」「夢の少女」「捻れた部屋」「むじな坂　ふたたび」「護り石」